# Mesembryanthemum tortuosum
Mesembryanthemum tortuosum är en isörtsväxtart som beskrevs av Carl von Linné. Mesembryanthemum tortuosum ingår i Isörtssläktet som ingår i familjen isörtsväxter. Inga underarter finns listade i Catalogue of Life.